# Tabuda borealis
Tabuda borealis är en tvåvingeart som beskrevs av Cole 1923. Tabuda borealis ingår i släktet Tabuda och familjen stilettflugor.
Artens utbredningsområde är Saskatchewan. Inga underarter finns listade i Catalogue of Life.